# Użytkowanie wieczyste
Użytkowanie wieczyste – specyficzne dla polskiego prawa cywilnego prawo podmiotowe dotyczące nieruchomości gruntowej, jeden z trzech rodzajów praw rzeczowych, obok własności i praw rzeczowych ograniczonych. Polega na oddaniu w użytkowanie nieruchomości gruntowej będącej własnością Skarbu Państwa, województwa, powiatu bądź gminy lub związku tych jednostek osobie fizycznej lub prawnej na czas określony jako 99 lat (wyjątkowo krócej, lecz nie mniej niż 40 lat). Dotyczy głównie gruntów położonych w granicach administracyjnych miast.

## Użytkowanie wieczyste w prawie polskim

### Regulacja prawna
Zostało wprowadzone 14 lipca 1961 r. ustawą o gospodarce terenami w miastach i osiedlach. Aktualnie reguluje je tytuł II księgi drugiej kodeksu cywilnego. Ratio legis wprowadzenia użytkowania wieczystego była zasada panująca w PRL, że nieruchomości gruntowe w miastach powinny być własnością państwa. Do 1989 r. użytkowanie wieczyste było praktycznie jedyną możliwością nabycia gruntów państwowych w miastach.
Użytkowanie wieczyste jest formą pośrednią pomiędzy własnością a prawami rzeczowymi ograniczonymi, z tym że bardziej zbliżone jest do własności.
Obecnie prawo użytkowania wieczystego regulują:
- kodeks cywilny w art. 232 – 243;
- ustawa o gospodarce nieruchomościami w dziale II zatytułowanym Gospodarowanie nieruchomościami stanowiącymi własność Skarbu Państwa oraz własność jednostki samorządu terytorialnego rozdziały: 3 dotyczącym oddawania gruntów w użytkowanie wieczyste, 4 dotyczącym przetargu oraz 8 dotyczącym opłat;
- ustawa z dnia 29 lipca 2005 r. o przekształceniu prawa użytkowania wieczystego w prawo własności.

### Powstanie prawa użytkowania wieczystego
Do powstania prawa bezwzględnie konieczne jest zawarcie umowy w formie aktu notarialnego oraz wpis tego prawa do księgi wieczystej. Stroną będącą właścicielem gruntu i oddającą go w użytkowanie wieczyste może być jedynie Skarb Państwa, jednostka samorządu terytorialnego (gmina, powiat, województwo) lub związek jednostek samorządu terytorialnego. Ustawodawca nie wprowadził ograniczeń co do strony nabywającej grunt w użytkowanie wieczyste, zatem może być to osoba fizyczna, osoba prawna lub jednostka organizacyjna nieposiadająca osobowości prawnej. Zgodnie z ustawą o nabywaniu nieruchomości przez cudzoziemców cudzoziemiec (w rozumieniu ustawy jest nim też m.in. osoba prawna mająca siedzibę za granicą) może zostać wieczystym użytkownikiem za zgodą ministra właściwego do spraw wewnętrznych. Podmiot oddający grunt w użytkowanie wieczyste pozostaje właścicielem gruntu i pobiera z tego tytułu opłatę roczną od użytkownika wieczystego.

### Treść prawa
Użytkownik wieczysty ma prawa zbliżone do właściciela. Korzysta z gruntu z wyłączeniem innych osób. Może swobodnie rozporządzać prawem, czyli sprzedać je, obciążać, zapisać w testamencie. Podlega ono egzekucji i dziedziczeniu. Przez cały okres obowiązywania umowy właścicielem gruntu pozostaje Skarb Państwa, jednostka samorządu terytorialnego (gmina, powiat, województwo) lub związek jednostek samorządu terytorialnego. Nabywca jest użytkownikiem wieczystym gruntu, natomiast ma pełne prawo własności do budynków i innych urządzeń wzniesionych na gruncie. Posiada też pierwszeństwo do wykupu ziemi, na której te budynki zostały postawione, jeśli jest użytkownikiem wieczystym tejże ziemi.
Treść prawa w dużej mierze jest regulowana w umowie ustanawiającej to prawo. W szczególności w umowie tej określa się, w jaki sposób nabywający będzie korzystał z przekazywanych jemu gruntów. Przykładowo, nabywca zobowiązuje się, że przeznaczy grunt pod budowę osiedla mieszkalnego.
Umowę o ustanowienie prawa użytkowania wieczystego zawiera się co do zasady na okres 99 lat. Tylko w wyjątkowych sytuacjach można ją zawrzeć na okres krótszy, jednak nie mniej niż 40 lat. Użytkownikowi wieczystemu przysługuje prawo do żądania, przed zakończeniem umowy, przedłużenia jej na kolejne okresy od 40 do 99 lat. Właściciel może odmówić wyłącznie ze względu na ważny interes społeczny. Zastrzeżenie to ze względu na historyczną zmienność „interesu społecznego” może stanowić potencjalne zagrożenie dla prawa.

### Opłaty z tytułu użytkowania wieczystego
Opłaty roczne są zdefiniowane ustawowo i wynoszą od 0,3 – 3% ceny nieruchomości, w zależności od określonego w umowie celu, na jaki nieruchomość gruntowa została oddana. Termin płatności opłat rocznych upływa z końcem marca każdego roku.
Przepisy ustawy o gospodarce nieruchomościami dopuszczają aktualizację opłat rocznych, nie częściej niż raz na 3 lata, jeżeli ulegnie zmianie wartość nieruchomości. Właściciel gruntu, zamierzając zaktualizować opłatę roczną, musi wypowiedzieć na piśmie wysokość dotychczasowej opłaty, do dnia 31 grudnia roku poprzedzającego. Użytkownik wieczysty może, w terminie 30 dni od dnia otrzymania wypowiedzenia, złożyć do samorządowego kolegium odwoławczego, wniosek o ustalenie, że aktualizacja opłaty jest nieuzasadniona albo jest uzasadniona w innej wysokości. Od orzeczenia kolegium obu stronom w terminie 14 dni od doręczenia przysługuje sprzeciw, którego skutkiem jest utrata mocy orzeczenia i przekazanie sprawy do sądu powszechnego. W takim przypadku wniosek do kolegium zastępuje pozew, a użytkownik wieczysty zajmuje w procesie rolę powoda i uiszcza opłatę od pozwu, bez względu na to kto wniósł sprzeciw od orzeczenia kolegium. W tym samym trybie użytkownik wieczysty może domagać się obniżenia opłaty rocznej, jeżeli uważa, że nieruchomość utraciła na wartości.

### Ochrona użytkowania wieczystego
Do ochrony użytkowania wieczystego stosuje się w drodze analogii odpowiednio przepisy o ochronie własności.

### Wygaśnięcie prawa użytkowania wieczystego
Wygaśnięcie prawa użytkowania wieczystego może nastąpić w szczególności w następujących przypadkach:
- upływ czasu, na który została zawarta umowa ustanawiająca użytkowanie wieczyste – jeżeli strony jej nie przedłużą;
- rozwiązanie przez strony umowy ustanawiającej użytkowanie wieczyste;
- konfuzja praw – „złączenie się praw” przykładowo ma miejsce, gdy Skarb Państwa będący właścicielem gruntu nabywa od dotychczasowego użytkownika wieczystego tego gruntu jego prawo użytkowania wieczystego. W momencie nabycia, prawo użytkowania wieczystego ulega konfuzji z prawem własności Skarbu Państwa i wygasa, gdyż nie może być on jednocześnie właścicielem i użytkownikiem wieczystym tego samego gruntu.
- jednostronne rozwiązanie umowy o ustanowienie użytkowania wieczystego przez właściciela gruntu – w przypadku gdy wieczysty użytkownik korzysta z gruntu w sposób oczywiście sprzecznym z jego przeznaczeniem określonym w umowie. Przykładowo, gdy zamiast osiedla mieszkaniowego określonego w umowie, wybudował hipermarket.

### Przekształcenie prawa użytkowania wieczystego w prawo własności
29 lipca 2005 r. została wprowadzona ustawa o przekształceniu prawa użytkowania wieczystego w prawo własności nieruchomości. Zgodnie z jej postanowieniami o przekształcenie mogą ubiegać się osoby fizyczne (lub ich następcy prawni) będący użytkownikami wieczystymi. O przekształcenie mogą się ubiegać również osoby fizyczne i prawne będące właścicielami lokali, których udział w nieruchomości wspólnej obejmuje prawo użytkowania wieczystego, oraz spółdzielnie mieszkaniowe będące właścicielami budynków mieszkalnych lub garaży. Do przekształcenia prawa konieczne jest złożenie wniosku o wydanie decyzji administracyjnej o przekształceniu prawa. Decyzję wydaje:
- starosta (prezydent miasta na prawach powiatu) – gdy w użytkowaniu wieczystym znajduje się nieruchomość Skarbu Państwa,
- wójt, burmistrz, prezydent miasta – gdy nieruchomość jest własnością gminy;
- zarząd powiatu – gdy nieruchomość jest własnością powiatu;
- zarząd województwa – gdy nieruchomość jest własnością województwa.

Z zasadami ustawy z 29 lipca 2005 r. nie zgadzają się samorządy terytorialne, w szczególności gminy, którym poprzez przekształcenie odbierane jest prawo własności nieruchomości. W konsekwencji przepisy regulujące ww. przekształcenie praw zostały zaskarżone przez niektóre gminy do Trybunału Konstytucyjnego.

### Kontrowersje wokół prawa użytkowania wieczystego
Po upadku PRL rozpoczęła się dyskusja nad zasadnością utrzymywania konstrukcji prawnej, której zamysłem była ochrona własności państwa i przydatnością użytkowania wieczystego. Obrońcy istnienia tego prawa jako główny argument podnoszą, że istnienie prawa użytkowania wieczystego stymuluje obrót gruntami, gdyż użytkownicy wieczyści nie muszą płacić ceny nieruchomości jak w przypadku zakupu, lecz tylko roczne opłaty.
Obawy społeczne związane z projektami reprywatyzacji i zbliżającym się wstąpieniem Polski do Unii Europejskiej spowodowały uchwalenie w 1997 r. ustawy umożliwiającej przekształcenie użytkowania wieczystego we własność na wniosek użytkownika złożony do 31 grudnia 2000 (w 2001 r. możliwość złożenia wniosku przedłużono o 2 lata). Obawy co do użytkowania wieczystego nasiliły się w okresie akcesji Polski do Unii Europejskiej. Zwolennicy likwidacji podnosili, że istnienie użytkowania wieczystego zamiast własności stwarza niepewność dla użytkowników wieczystych na Ziemiach Odzyskanych w przypadku roszczeń właścicieli niemieckich sprzed 1945 r.
Na początku kwietnia 2016 roku powstał z inicjatywy Ministerstwa Infrastruktury i Budownictwa pomysł ustawy likwidacji użytkowania wieczystego gruntów pod budynkami wielolokalowymi. Projekt ustawy zakładał zniesienie użytkowania wieczystego z dniem 1 stycznia 2017 roku. W 2018 r. ustawa została uchwalona i ogłoszona w Dzienniku Ustaw. Weszła w życie 5 października 2018 r.